# Freeport-McMoRan
Freeport-McMoRan Inc. – amerykańskie przedsiębiorstwo z siedzibą w Phoenix, operujące w branży wydobywczej miedzi, złota, molibdenu, kobaltu, ropy naftowej i gazu ziemnego. Firma jest największym na świecie producentem molibdenu i największym publicznie notowanym producentem miedzi.
W 2014 roku firma wyprodukowała w sumie około 1700 mln kilogramów miedzi, 34 tys. kilogramów złota i 43 mln kilogramów molibdenu.

## Struktura
Freeport-McMoRan posiada zakłady wytwórcze w następujących krajach:

### Stany Zjednoczone
- Arizona – wydobycie miedzi i molibdenu.
- Kalifornia – wydobycie ropy naftowej.
- Kolorado – wydobycie molibdenu.
- Luizjana – wydobycie gazu ziemnego.
- Nowy Meksyk – wydobycie miedzi i molibdenu.
- Wyoming – wydobycie gazu ziemnego.
- Zatoka Meksykańska – wydobycie ropy naftowej na zatoce i gazu ziemnego na wybrzeżu.

### Peru
Wydobycie miedzi i molibdenu.

### Chile
Wydobycie miedzi i molibdenu.

### Demokratyczna Republika Konga
Wydobycie miedzi i kobaltu.

### Indonezja
Wydobycie złota i miedzi.